# 워싱턴 쿼터
워싱턴 쿼터(영어: Washington quarter)는 미국 조폐국에서 발행하는 현재의 쿼터 달러 또는 25센트 주화이다. 이 주화는 1932년에 처음 발행되었으며, 원본은 조각가 존 플래너건이 디자인했다.
미국이 초대 대통령 조지 워싱턴의 탄생 200주년인 1932년을 기념할 준비를 하면서, 의회가 설립한 200주년 위원회는 워싱턴의 하프 달러를 원했다. 그들은 그 해에만 발행되는 워킹 리버티 하프 달러를 대체하기를 원했지만, 의회는 대신 스탠딩 리버티 쿼터를 영구적으로 대체하여 새로운 주화의 앞면에 워싱턴의 묘사를 넣도록 요구했다. 위원회는 조각가 로라 가딘 프레이저에게 기념 메달을 디자인하도록 의뢰했으며, 그녀가 자신의 디자인을 쿼터에 적용하기를 원했다. 프레이저의 작업은 미술 위원회와 그 위원장인 찰스 W. 무어의 지지를 받았지만, 재무장관 앤드루 W. 멜런은 플래너건의 디자인을 선택했고, 멜런의 후임자인 오그던 L. 밀스는 그 결정을 번복하기를 거부했다.
새로운 은 쿼터는 1932년 8월 1일에 유통되기 시작했으며, 1965년에 조폐국이 구리-니켈 피복 주화로 전환할 때까지 은으로 계속 주조되었다. 미국 독립 200주년을 기념하는 특별한 뒷면은 1975년과 1976년에 사용되었으며, 모든 주화는 1776–1976의 이중 날짜를 가지고 있다. 1975년 날짜가 새겨진 쿼터는 없다. 1999년 이후로는 원래의 독수리 뒷면이 사용되지 않았으며, 대신 쿼터의 그 면은 50개 주, 미국의 다른 관할 구역, 그리고 역사적 및 자연적 장소를 기념했는데, 후자는 2021년까지 이어진 아메리카 더 뷰티풀 쿼터 시리즈의 일부였다. 워싱턴의 흉상은 1999년부터 수정되어 작아졌으며, 2010년에는 원래의 흉상이 (여전히 작지만) 더 많은 디테일을 살리기 위해 복원되었다. 2021년에는 플래너건의 원래 디자인이 앞면에 다시 사용되었으며, 1776년 조지 워싱턴의 델라웨어강 횡단을 보여주는 디자인이 뒷면에 사용되었고, 2022년에는 여성을 묘사하는 새로운 기념 시리즈가 시작된다.

## 플래너건 뒷면 (1932~1998)

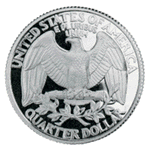
주 쿼터 프로그램 이전의 뒷면

1998년까지 주조된 원래 워싱턴 쿼터 디자인은 왼쪽을 향한 조지 워싱턴의 머리를 묘사했으며, 머리 위에는 "Liberty", 아래에는 날짜, 그리고 왼쪽 공간에는 "In God We Trust"가 새겨져 있었다. 뒷면은 화살 다발 위에 날개를 펼친 독수리가 앉아 있고, 아래쪽은 두 개의 올리브 가지로 둘러싸여 있었다.
이 주화는 처음에는 90% 은 6.25그램을 포함했지만, 1964년에 순수 구리 심지에 백동(구리 75%, 니켈 25%)을 입힌 비귀금속 재질로 바뀌었다. 1976년 이후로 수집가용 은 함유 쿼터도 생산되었다.

### 시작
1924년 12월 2일, 의회는 미국 조지 워싱턴 200주년 기념 위원회를 창설했다. 미국의 초대 대통령인 워싱턴의 탄생 200주년은 1932년에 다가왔고, 의회는 미리 이 행사를 계획하기를 원했다. 캘빈 쿨리지 대통령은 이 위원회의 당연직 의장이었으며, 위원회에는 정부 관리뿐만 아니라 자동차 제조업자 헨리 포드와 같은 저명한 민간인도 포함되었다. 1929년, 상무장관 허버트 후버는 쿨리지의 뒤를 이어 대통령과 위원회 역할을 맡았다. 그러나 그 당시 위원회는 초기의 수많은 보도 자료를 보낸 후 비활동 상태였다. 새로운 단체인 조지 워싱턴 200주년 위원회는 1930년 2월 의회법에 의해 설립되었다.
후버는 1920년대에 기념주화에 사용된 수많은 디자인에 대해 우려했다. 그는 혼란이 위조를 도울까봐 염려했다. 기념주화 법안이 의회에서 그에게 송부되었을 때, 후버는 1930년 4월 21일 이를 거부했다. 반환된 법안과 함께 의회에 전달된 긴 거부 메시지에서, 후버는 위조에 대한 우려를 언급하며, 어쨌든 주화가 잘 팔리지 않고 오리건 트레일 기념 하프 달러가 대량으로 팔리지 않고 남아있다고 밝혔다.
200주년 위원회는 기념 워싱턴 하프 달러를 원했고, 1932년 모든 하프 달러에 일반적인 워킹 리버티 디자인 대신 워싱턴을 묘사할 것을 제안함으로써 후버의 우려를 덜어주려고 했다. 대공황은 상업용 주화 수요를 감소시켰다. 1930년에는 하프 달러가 주조되지 않았고, 1933년까지도 주조되지 않을 것이었다. 당시 대부분의 기념주화는 몇천 개 단위로 주조되었다. 하프 달러는 가장 크고 눈에 띄는 디자인으로 여겨졌다. 피스 달러는 당시 주조되지 않았고 미국 대부분 지역에서 유통되지 않았다. 다른 기념주화들은 프리미엄으로 판매되었지만, 워싱턴 하프 달러는 1년 동안 일반 조폐국 발행 주화가 될 것이었다. 아직 의회 승인을 받지 못했지만, 위원회는 경쟁을 진행했다. 위원회는 같은 예술가가 위원회의 메달과 주화를 먼저 디자인할 것이라고 예상했다. 메달과 주화의 앞면은 프랑스 조각가 장앙투안 우동의 유명한 워싱턴 조각상 (1786)을 기반으로 해야 했고, 예술가는 뒷면 디자인에 제한을 받지 않았다. 법률에 따라 주화 디자인은 당시 저명한 미술품 수집가이자 감정가였던 재무장관 앤드루 W. 멜런의 승인을 받아야 했으며, 그는 계획에 이의를 제기하지 않을 것으로 예상되었다.

로라 가딘 프레이저의 쿼터 디자인은 1999년 기념 하프 이글에 사용되었다.

심사 후, 200주년 위원회와 미술 위원회 (CFA)는 로라 가딘 프레이저의 디자인에 동의했다. 버팔로 니켈을 디자인한 제임스 얼 프레이저의 아내인 로라 프레이저는 오리건 트레일 기념 주화를 포함한 여러 기념 주화를 디자인한 뛰어난 주화 디자이너였다. 오른쪽을 향한 워싱턴이 있는 프레이저의 디자인은 메달에 사용될 예정이었고, 관계자들이 예상했듯이 하프 달러에도 사용될 예정이었다.
1931년 2월 9일, 뉴저지주 하원의원 랜돌프 퍼킨스는 200주년 기념 위원회와 미술 위원회의 우려에도 불구하고 워싱턴 쿼터 주화에 대한 법안을 제출했다. 하원 주화, 도량형 위원회는 기존의 스탠딩 리버티 쿼터 디자인이 불만족스럽다고 판단했으며, 새로운 주화는 1932년에만 발행되는 것이 아니라 기존 디자인을 영구적으로 대체할 것이라는 각서를 발행했다. 따라서 새로운 쿼터는 워싱턴의 200주년을 기리는 동시에, 주조하기 어려운 주화를 주조해야 하는 조폐국의 부담을 덜어줄 것이었다. 2월 12일, 미술 위원회 위원장 찰스 W. 무어는 하원 위원회에 편지를 보내 액면가 변경에 반대하며, 로라 프레이저의 메달 디자인을 주화에도 의무화할 것을 제안했다. 무어의 제안은 무시되었고, 의회는 1931년 3월 4일 워싱턴 쿼터 주화에 대한 승인 법안을 통과시켰다. 이 법안은 앞면에 나타날 워싱턴의 이미지가 장앙투안 우동이 제작한 전직 대통령의 "유명한 흉상"을 기반으로 해야 한다고 규정했으며, 프레이저는 우동의 작품을 바탕으로 자신의 디자인을 만들었다.

### 경쟁

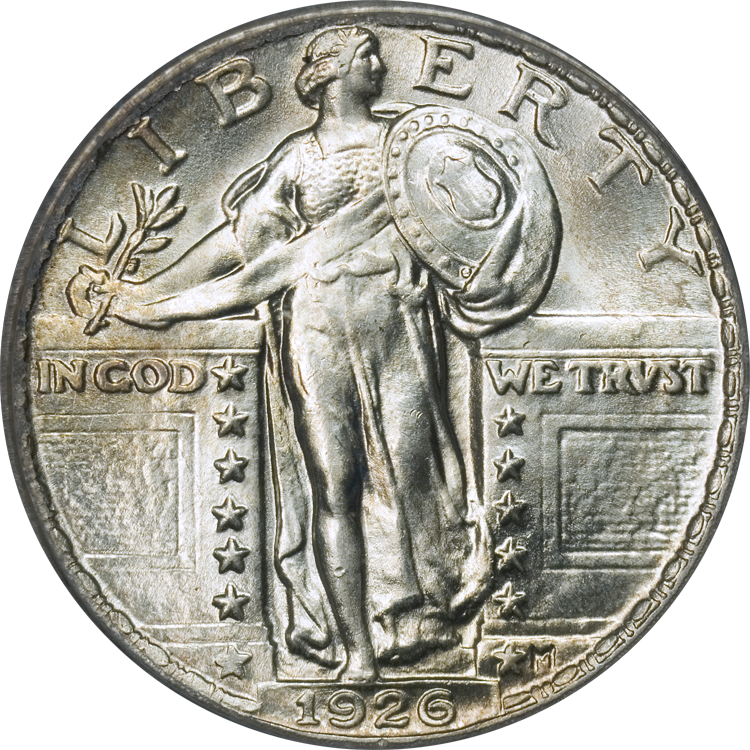
스탠딩 리버티 쿼터는 오랫동안 생산에 어려움을 겪었으며, 1931년 의회는 이를 교체하도록 요구했다.

1931년 7월 14일, 조폐국 보조 국장 메리 마가렛 오라일리는 무어에게 새로운 쿼터 주화 디자인 공모전에 대한 위원회의 자문을 구하는 편지를 썼다. 무어는 프레이저가 메달 공모전에서 우승했으므로 그녀가 자신의 디자인을 쿼터 주화에 적용해야 한다고 답했다. 멜런 장관은 무어에게 재무부가 이전 디자인 계약의 당사자가 아니므로 그에 얽매이지 않으며, 이를 따르지 않을 것이라고 답했다. 재무부는 디자인 공모전을 진행했고, 미술 위원회가 자문 역할을 수행하기 위해 제출된 디자인을 검토했을 때, 프레이저가 제출한 디자인을 선택했다. 디자인은 1931년 11월 멜런에게 제출되었고, 그는 플래너건의 디자인을 선택하고 무어에게 그 결정을 통보했다. 무어와 위원회 위원 아돌프 와인먼 (그는 머큐리 다임과 워킹 리버티 하프 달러를 디자인했다)은 멜런의 마음을 바꾸려 했지만, 단지 다양한 조각가들에게 그들의 작품을 개선할 더 많은 시간을 주도록 동의하게 했을 뿐이었다. 그들은 프레이저에게만 더 많은 시간을 요구했었다. 1932년 1월 20일, 재제출 후, 위원회는 프레이저 디자인에 대한 지지를 다시 확인했다.
멜런은 1932년 2월 12일에 퇴임했으며, 오그던 L. 밀스가 그의 뒤를 이었다. 새로운 재무장관이 취임하자 무어는 3월 31일에 밀스에게 편지를 보내 플래너건의 디자인을 비난하고 새로운 장관에게 위원회의 권고를 따르도록 촉구하며 항의를 재개했다. 밀스는 이미 오라일리에게 쿼터 문제에 대한 보고를 받았고, 4월 11일에 무어에게 답장했다. 밀스 장관은 무어의 편지가 그로 하여금 조각가에게 변경을 요청하게 했지만, 멜런의 결정을 번복하지는 않을 것이라고 통보했다. 4월 16일, 플래너건의 디자인 선택이 공개적으로 발표되었다.
멜런은 어떤 예술가가 어떤 디자인을 제출했는지 알고 있었으며, 여성인 프레이저에 대해 차별했다는 비난을 받았다. 화폐 역사가 월터 브린은 "멜런이 누가 우승작을 제출했는지 처음부터 알고 있었고, 그의 남성 우월주의가 여성이 우승하는 것을 허용하지 않으려는 그의 의지를 부분적으로 또는 전적으로 동기 부여했다는 사실이 밝혀졌다"고 말했다. 그러나 바워스는 멜런이 기념 주화와 다른 여성들의 디자인을 여러 번 승인했으며, 멜런의 편견에 대해 언급하는 현대 자료는 없다고 지적했다. 바워스는 이러한 믿음을 "현대 화폐 학적 허구"라고 불렀다. 프레이저의 디자인은 1999년에 워싱턴 사망 200주년을 기념하는 하프 이글에 사용되었으며, 2022년부터 앞면으로 추천되었다.

### 앞면 디자인

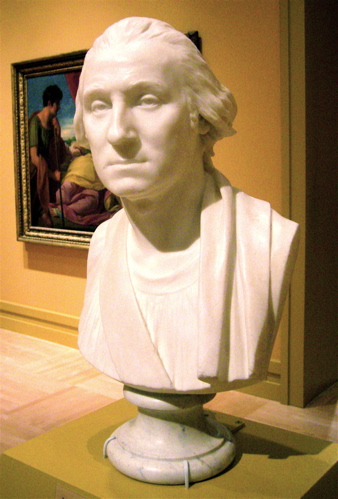
우동의 워싱턴 흉상 석고 복제품(1786); 우동의 작품은 플래너건의 측면 이미지에 맞춰 변형되었다.

1785년, 프랑스 조각가 장앙투안 우동은 버지니아 주의회로부터 미국 독립 전쟁에서 신생 미국을 승리로 이끈 워싱턴의 흉상을 조각해달라는 의뢰를 받았다. 우동은 최근 프랑스에서 돌아온 프랑스 주재 미국 공사인 벤저민 프랭클린의 추천을 받았다. 은퇴한 장군은 1785년 10월 6일부터 12일 사이에 페어팩스 카운티, 버지니아에 있는 워싱턴 가문의 저택 마운트 버넌에서 우동의 모델이 되었다. 조각가는 장군의 얼굴에 생명 마스크를 떴는데, 당시 여섯 살이었던 워싱턴의 양손녀 넬리 커스티스는 나중에 워싱턴이 테이블에 누워 시트와 마스크용 석고로 덮여 있는 것을 보고 워싱턴이 죽은 줄 알았던 충격을 회상했다. 그녀는 두 개의 깃펜이 콧구멍에 삽입되어 공기를 공급하고 있었다고 들었다. 오늘날 마운트 버넌에 있는 흉상은 그 방문을 증명한다. 파리로 돌아온 우동은 자신이 만든 워싱턴 장군의 모습을 여러 조각상 설정에 사용했으며, 그중에는 현재 버지니아주 청사에 대리석으로 서 있는 주의회를 위한 의뢰된 동상도 포함된다.

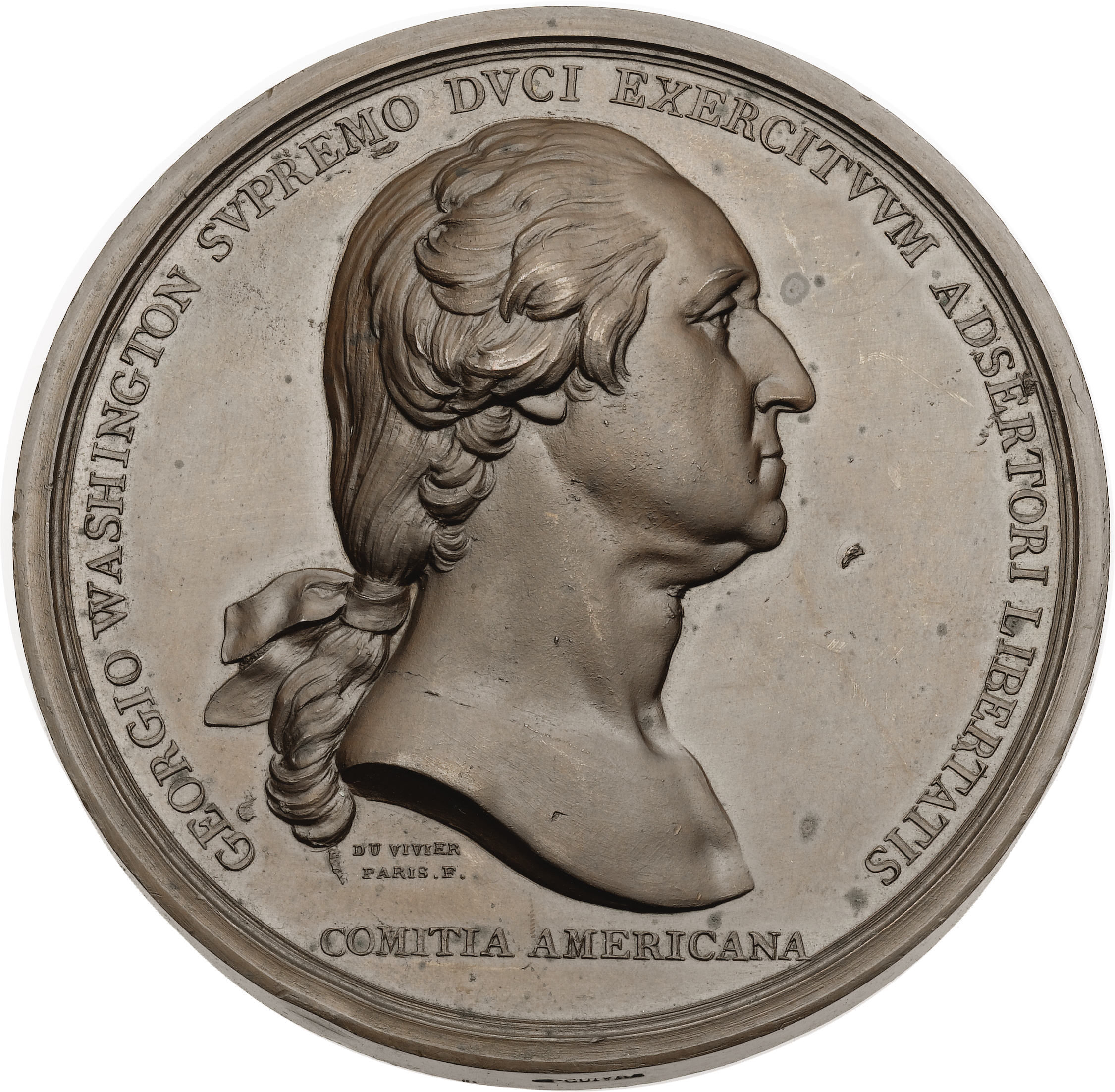
"보스턴 앞 워싱턴" 메달의 앞면은 우동 흉상이 메달에 처음 사용된 것이었다.

조각가의 방문 이후 메달 및 기타 매체에 나타난 워싱턴의 초상화는 1786년 피에르 시몽 듀비비에르가 새긴 "보스턴 앞 워싱턴" 메달을 시작으로 대부분 우동의 작품을 기반으로 했다. 1920년대까지 미국 유통 주화에 등장한 미국인은 에이브러햄 링컨 한 명뿐이었지만, 우동 흉상은 1900년 날짜의 기념 라파예트 달러와 1926년 150주년 기념 하프 달러의 워싱턴 초상화의 기반으로 사용되었다. 주화 딜러이자 화폐 역사학자 Q. 데이비드 바워스에 따르면, 우동 흉상은 당시에도 주화와 메달에 가장 흔하게 나타나는 워싱턴의 모습이었다. 플래너건의 창작 과정에 대해서는 거의 알려져 있지 않지만, 워싱턴의 다른 모습(오른쪽을 향한)과 다른 독수리가 있는 플래너건의 쿼터 모형이 시장에 나왔다. 플래너건의 각색은 우동 흉상과 몇 가지 세부 사항에서 다르다. 예를 들어, 머리 모양이 다르고, 쿼터에는 흉상에는 없는 머리카락 뭉치가 있다.
미술사학자 코르넬리우스 베르뮐은 플래너건의 쿼터에 대해 "다이 디자이너는 우동의 신고전주의적 이미지를 원형으로 삼는 데 큰 잘못을 할 수 없었다... 그럼에도 불구하고, 1785년에 만들어진 워싱턴의 이상화된 초상화를 1932년에 작업하는 예술가에게 강요하는 것이 공정했는지 의문이 제기될 수 있다. 그 결과물에는 차갑고 생명 없는 무언가가 있다"고 말했다. 베르뮐은 이 쿼터가 미국이 발행한 비슷한 초상 주화, 특히 제퍼슨 니켈과 프랭클린 하프 달러의 경향을 시작했다고 제안한다. 역사가는 로라 프레이저의 버전을 선호했으며, 플래너건의 뒷면을 "너무 큰 화관과 너무 많거나 큰 글자 사이에 딱딱한 문장"이라고 불렀다.

### 은 쿼터 생산
1932년 7월 초, 신문들은 워싱턴 쿼터가 주조 중이며 전국적인 유통을 위한 충분한 주화가 확보되면 이달 말에 발행될 것이라고 발표했다. 그들은 새로운 쿼터가 기념주화가 아니라는 점을 강조했다.

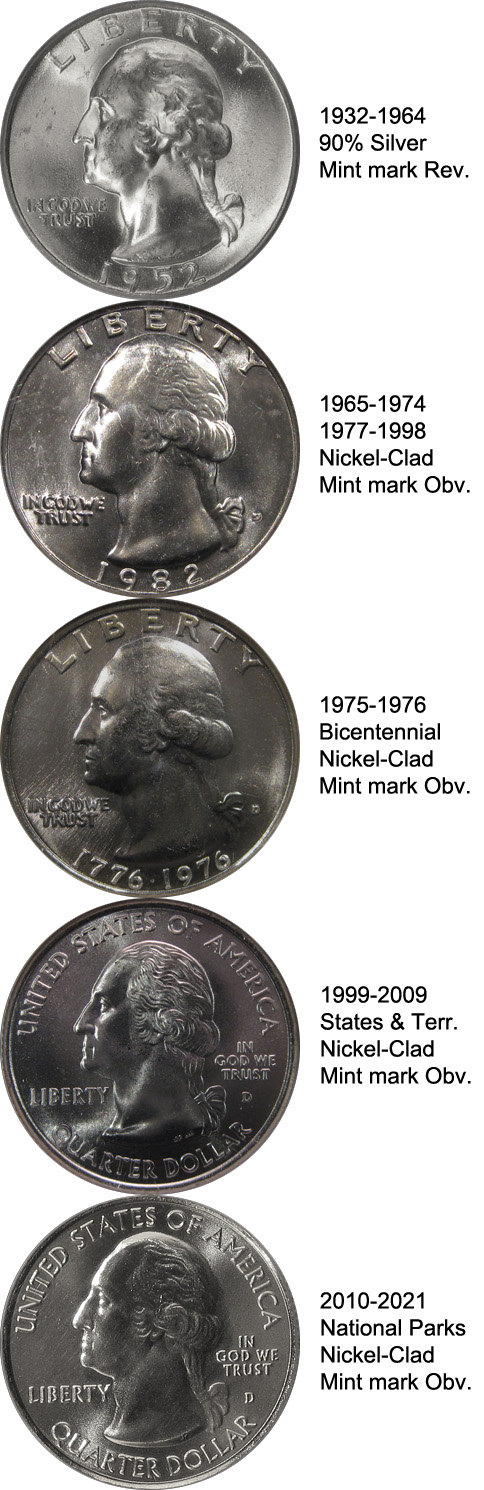
다섯 가지 워싱턴 쿼터 앞면: 은 버전, 피복 버전, 200주년 버전, 1999년부터 2009년까지 주조된 버전, 그리고 2010년부터 2021년까지 주조된 버전.

쿼터 주화는 1932년 8월 1일 유통되기 시작했다. 상업적으로 주화에 대한 큰 필요는 없었지만, 그럼에도 불구하고 워싱턴 200주년을 기념하여 600만 개가 주조될 것이라고 발표되었다. 주화는 일반적으로 잘 받아들여졌지만, 뒷면의 독수리가 대머리독수리인지 다른 종류의 독수리인지에 대한 논쟁을 불러일으켰다. 뉴욕 타임스가 자문을 구한 독수리 전문가는 대머리독수리라고 결론 내렸다.
1932년에는 약 620만 개의 쿼터가 주조되었는데, 이 중 540만 개는 필라델피아 조폐국에서 주조되었다. 덴버와 샌프란시스코 조폐국에서는 각각 40만 개가 조금 넘게 생산되었는데, 이들은 여전히 시리즈 중 가장 적은 주조량을 기록하고 있다. 1932년 덴버 주화의 적은 주조량은 주화 딜러들이 보관할 수 있는 물량이 적었음을 의미하며, 이는 현재 미사용 주화 또는 미유통 상태의 희소성을 초래한다. 1932-D와 1932-S의 주조 마크는 위조되기도 했다. 1933년에는 1932년 발행으로 인한 과잉 공급으로 인해 어떤 조폐국에서도 쿼터가 주조되지 않았다.
이전의 많은 주화와 달리 워싱턴 쿼터는 예외적으로 잘 주조되어 모든 세부 사항이 명확하게 드러났다. 이러한 선명도는 양면 디자인이 넓게 퍼져 있어 높은 부조 지점이 없기 때문에 가능하다. 그럼에도 불구하고 조폐국은 디자인을 계속해서 조정했다. 처음 3년간의 주조(1932, 1934, 1935)에는 앞면의 세 가지 다른 종류가 알려져 있다. 이들은 일반적으로 워싱턴 머리 왼쪽에 있는 "IN GOD WE TRUST"의 모양에 따라 라이트 모토(Light Motto), 미디엄 모토(Medium Motto), 헤비 모토(Heavy Motto)라고 불린다. 1932년에는 첫 번째만 사용되었다. 세 가지 모두 1934년 필라델피아 주조에 사용되었지만, 1934년 덴버 조폐국 주화에는 후자의 두 가지 만 사용되었다. 1935년에는 세 조폐국 모두에서 미디엄 모토만 사용되었다. 그러나 헤비 모토가 조폐국에 가장 만족스러웠던 것으로 보이며, 1936년부터는 모든 주조소에서 해당 종류의 주화만 주조되었다.
알 수 없는 이유로, 원래 뒷면 다이는 1932년에만 사용되었으며, 1934년에 주조가 재개되었을 때 새로운 다이가 사용되었다. 원래 양식은 뒷면 디자인 주위에 높은 테두리가 있어 마모로부터 잘 보호되었기 때문에 저등급 1932년 쿼터는 일반적으로 양면이 거의 동일하게 마모되었다. 후년에는 테두리가 낮아져 유통된 은 주화는 뒷면이 더 마모되는 경향이 있다.
디자인의 미세 조정은 1964년 날짜의 주화로 은 생산이 끝날 때까지 계속되었다. 이 기간 동안 앞면은 여섯 번 수정되었다. 1944년의 한 수정에서는 흉상 절단면에 있는 플래너건의 이니셜이 왜곡되었고, 이는 다음 해에 조정되었다. 1937년부터 1964년 날짜의 주화로 은 유통 생산이 끝날 때까지 () 프루프 주화에는 유통 주화와는 아주 약간 다른 뒷면이 사용되었다. 이는 "States"의 "es" 글자를 보면 가장 분명하게 나타나는데, 유통 주화에서는 거의 닿아 있고 프루프 주화에서는 분리되어 있다.
이 주화는 1964년까지 일부 연도에 1억 개를 초과하는 수량으로 주조되었다. 샌프란시스코 조폐국은 1955년 이후 주화 주조를 중단했으며, 그 해 또는 1949년에는 쿼터 주화를 주조하지 않았다.

### 피복 재질
1964년, 주화가 심각하게 부족했다. 은 가격이 상승했고, 대중은 엄청난 인기를 끈 새로운 주화인 케네디 하프 달러뿐만 아니라 비은화폐인 센트와 니켈까지도 사재기하기 시작했다. 1964년 날짜의 주화를 더 많이 발행하면 주화 투기를 막을 수 있을 것이라는 희망으로, 재무부는 1964년 날짜의 주화를 1965년까지 계속 주조할 수 있도록 의회의 승인을 받았다.
조폐국의 주화 생산은 재무부의 은 재고를 급속히 고갈시켰다. 은 가격은 너무 올라서 1965년 6월 초에는 은 주화 1달러에 시장 가격으로 93.3센트 상당의 은이 포함되어 있었다. 1965년 6월 3일, 린든 존슨 대통령은 다임과 쿼터에서 은을 제거하고 순수 구리층 양면에 구리-니켈 피복을 입히는 계획을 발표했다. 하프 달러는 90% 은에서 40%로 변경되었다. 의회는 7월에 1965년 주화법을 통과시켰고, 이에 따라 조폐국은 1964년 날짜 은 쿼터 주조에서 1965년 날짜 피복 쿼터 주조로 전환했다. 1966년 8월 1일부터 조폐국은 1966년 날짜 주화를 주조하기 시작했으며, 그 후에는 각 주화에 현재 연도를 주조하는 정상적인 관행을 재개했다.
새로운 피복 쿼터는 조폐국에 관계없이 1965년부터 1967년까지 주조 마크 없이 주조되었다. 1968년부터는 주조 마크가 다시 사용되었지만, 필라델피아는 계속해서 마크 없는 주화를 발행했다. 샌프란시스코 조폐국은 재개되었지만, 1968년부터는 대부분 프루프 주화와 같은 수집가용 쿼터만을 주조했다. 조폐국은 피복 주화 발행을 위해 주화의 양면을 조정하여 부조를 낮추었다(수정된 뒷면 디자인은 일부 1964년 날짜 은 쿼터에도 존재한다). 앞면은 1974년에 약간 변경되어 일부 세부 사항이 선명해졌다. 1967년 이후 주화의 주조 마크는 앞면의 오른쪽 아래, 워싱턴의 목 오른쪽에 있다.
1976년부터 다음 20년 동안, 조폐국 각인사들은 디자인을 여러 번 수정했다. 쿼터는 1977년과 1979년 사이에 웨스트포인트 조폐국에서 주조되었지만, 주조 마크는 없었다. 필라델피아 조폐국의 주조 마크 "P"는 1980년부터 그 시설에서 주조된 주화에 사용되었다. 1982년과 1983년 필라델피아와 덴버에서 주조된 주화는 거의 새 것과 같은 상태에서 발견될 경우 액면가보다 훨씬 높은 프리미엄이 붙는다.
1992년부터 조폐국은 .900 은으로 주조된 쿼터를 포함하는 은 프루프 세트를 판매하기 시작했으며, 이는 현재까지 계속되고 있다. 조지 H. W. 부시 대통령이 1990년에 이 주화들을 승인하는 법안에 서명했지만, .900 은 주화 주괴를 충분히 확보하기 어려웠기 때문에 1992년까지 주조가 시작되지 않았다.

### 미국 독립 200주년 기념 쿼터

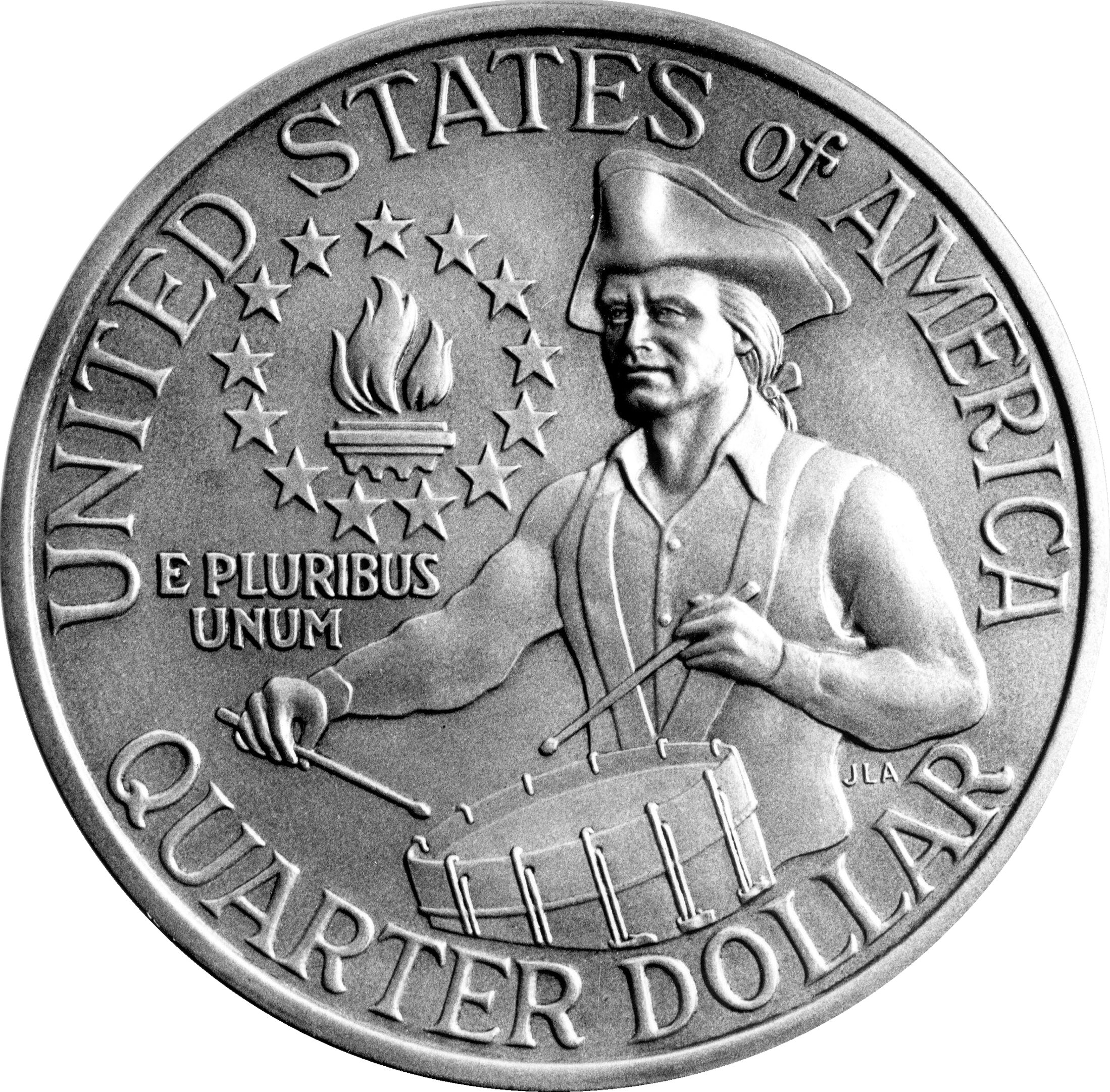
잭 L. 아의 드러머 디자인은 미국 독립 200주년을 기념하여 주조되었다.

1973년 1월, 리처드 C. 화이트 하원의원은 1976년 미국 독립 200주년을 기념하는 달러와 하프 달러 주화에 대한 법안을 제출했다. 6월 6일, 조폐국 국장 메리 브룩스는 의회 위원회에서 증언하면서, 가장 인기가 없는 두 액면가만 변경될 것이라는 우려에 대해 쿼터 주화의 일시적인 재설계를 지지하기로 동의했다. 1973년 10월 18일, 리처드 닉슨 대통령은 1975년 7월 4일 이후 발행되고 1977년 1월 1일 이전에 주조된 모든 주화에 대해 세 가지 액면가 주화의 일시적인 재설계를 의무화하는 법안에 서명했다. 이 주화들에는 1776–1976의 이중 날짜가 새겨졌다. 유통 주화 외에도 의회는 4500만 개의 200주년 기념 주화를 40% 은으로 주조하도록 의무화했다. 최근 센트 주화처럼 낮은 주조량으로 인해 사재기가 발생하여 쿼터 주화 부족이 초래될까 우려하여, 1974년 12월 조폐국은 200주년 기념 주화가 시작될 때까지 1974년 날짜의 쿼터, 하프 달러, 달러 주화를 계속 주조할 수 있도록 의회 승인을 얻었다. 따라서 1975년 날짜의 쿼터 주화는 없다. 조폐국은 기념일의 충분한 기념품을 확보하기 위해 약 20억 개의 200주년 기념 쿼터 주화를 주조했다. 조폐국은 은 세트를 미유통 및 프루프 상태로 10년 이상 판매하다가 1986년 말에 판매를 중단했다. 200주년 기념 쿼터에 등장했던 잭 L. 아의 식민지 시대 드러머는 1976년 이후 플래너건의 원래 뒷면으로 대체되었다.

## 1999년 이후 워싱턴 쿼터

### 50주 쿼터

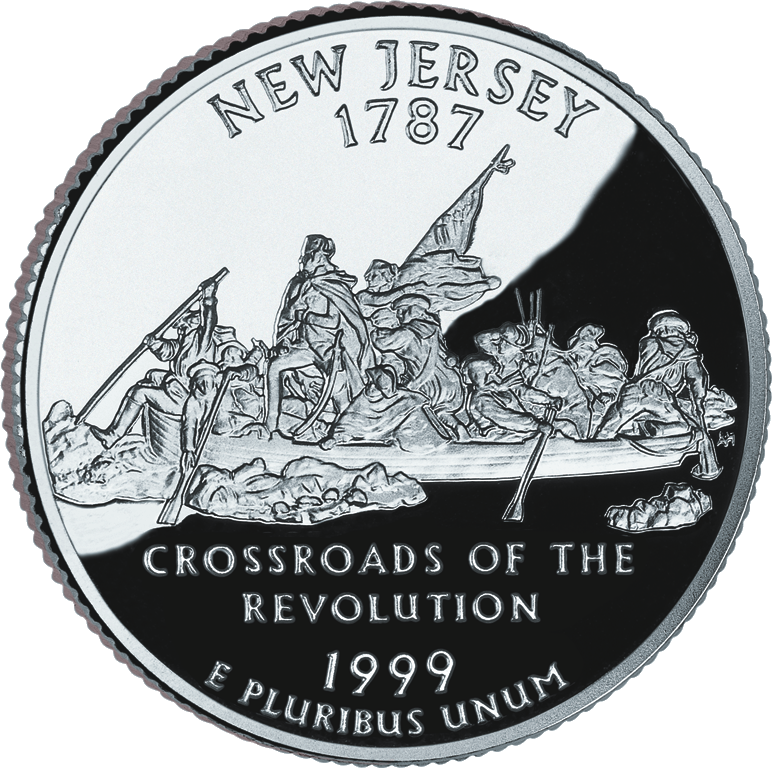
뉴저지주의 1999년 주 쿼터 시리즈 출품작

1995년 6월 의회 청문회에서 필립 N. 딜 조폐국 국장과 저명한 화폐학자들은 의회에 캐나다가 최근 주(州)를 위해 주조한 쿼터와 유사한 일련의 유통 기념 주화 발행을 허용하는 법안을 통과시킬 것을 촉구했다. 이에 따라 의회는 1996년 10월 20일 빌 클린턴 대통령이 서명한 미국 기념 주화 법을 통과시켰다. 이 법은 조폐국에 기념 쿼터 시리즈가 성공할 것인지 연구하도록 지시했다. 조폐국은 이 문제를 적절히 연구하고 긍정적인 보고서를 제출했다. 이 법은 재무장관 로버트 루빈에게 새로운 주화 디자인을 선택하여 보고서를 실행할 권한을 부여했지만, 루빈 장관은 의회의 조치를 기다리기를 선호했다. 그 결과 50주 기념 주화 프로그램 법이 1997년 12월 1일 클린턴 대통령에 의해 서명되었다. 이 법에 따라 50개 주 각각이 새로운 쿼터 주화로 기념될 것이며, 1999년부터 매년 5개씩 발행될 것이고, 발행 순서는 주들이 연방에 가입한 순서에 따라 결정될 것이었다. 이 법은 장관에게 "UNITED STATES OF AMERICA" 및 "QUARTER DOLLAR"와 같이 주화에 필요한 문구를 배치할 위치를 결정할 수 있도록 허용했다. 뒷면에 큰 디자인을 수용하기 위해 이 문구들은 앞면으로 옮겨졌고, 워싱턴의 흉상은 약간 축소되었다. 주의 디자인은 주지사의 권고에 따라 재무장관이 선택할 것이었다.
시리즈의 일환으로, 조폐국은 .900 은으로 주조된 주화를 포함하여 프루프 상태의 수집가용 버전을 판매했다. 조폐국은 또한 대중의 주화 수집을 장려하기 위해 주화 롤과 가방, 수집가용 지도 및 기타 품목을 포함한 많은 화폐 품목을 판매했다. 조폐국은 대중이 저축한 주화에 대한 세뇨리지와 다른 수입을 통해 정부가 다른 방식으로 벌었을 것보다 30억 달러의 수익을 올렸다고 추정했다.

### 컬럼비아 특별구 및 미국 영토 쿼터
이 프로그램을 컬럼비아 특별구 및 영토로 확대하는 법안은 하원에서 네 번 통과되었으나, 상원에서는 매번 심의되지 못했다. 그러한 프로그램을 승인하는 조항은 긴급 세출 법안에 삽입되어 2007년 12월에 통과되었다. 그 결과로 나온 2009년 컬럼비아 특별구 및 미국 영토 쿼터 프로그램은 워싱턴 앞면을 유지했지만, 뒷면에는 2009년에 모두 주조된 컬럼비아 특별구, 푸에르토리코, 괌, 아메리칸사모아, 버진 제도, 그리고 북마리아나 제도를 기리는 디자인을 선보였다.

### 아메리카 더 뷰티풀 쿼터
2008년, 의회는 미국 국립공원 쿼터 달러 주화법을 통과시켰다. 이 법안은 2010년부터 2021년까지 매년 5개씩, 주 또는 다른 관할 구역당 하나씩 미국 국립공원관리청 부지 또는 국유림을 특징으로 하는 56개의 주화를 발행할 것을 요구했다. 플래너건의 워싱턴 흉상은 세부 사항을 더 잘 표현하기 위해 복원되었다. 유통 주화 및 수집가용 버전 외에도, 쿼터 디자인으로 5 트로이온스 (160 g)의 은을 포함하는 불리온 주화가 주조되고 있다.
2012년 5월, 조폐국은 1954년 이후 처음으로 샌프란시스코 조폐국에서 유통 품질의 쿼터를 주조하여 프리미엄을 붙여 봉투와 롤로만 판매할 계획을 발표했다. 2012년의 다섯 가지 디자인이 모두 주조되었는데, 이는 1983년 링컨 센트가 주조 마크 없이 주조된 이후 샌프란시스코에서 주조된 첫 유통 품질 주화이자, 1981년 앤서니 달러 (주화 세트용으로만 주조됨) 이후 S 주조 마크가 있는 첫 주화였다. 2019년, 쿼터의 은 버전은 .999 은으로 주조되어 이전의 .900 은에서 영구적으로 변경되었다. 2019년, 조폐국은 웨스트포인트 조폐국에서 각 유통 쿼터 디자인 중 200만 개를 주조하여 W 주조 마크를 새겼다. 이 주화들은 필라델피아 또는 덴버에서 주조된 새 주화와 섞여 유통되었다. 이는 2020년에도 계속되어 2020-W 쿼터는 앞면에 작은 카르투슈 안에 V75 프리비 마크가 새겨졌다.

### 2021년: 원본 앞면의 귀환

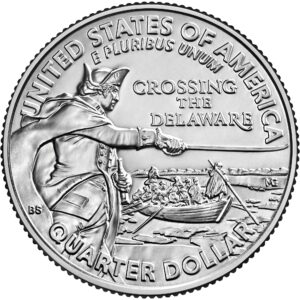
2021년 발행 워싱턴 쿼터 뒷면

2021년 국립공원 쿼터 시리즈가 종료된 후, 스티븐 므누신 재무장관은 두 번째 56개 국립공원 쿼터를 주문할 수 있는 선택권이 있었지만, 2008년 법률에서 요구하는 2018년 말까지 그렇게 하지 않았다.
따라서 2021년 쿼터의 디자인은 플래너건의 원래 앞면 디자인으로 되돌아갔고, 1776년 12월 25일 밤 조지 워싱턴의 델라웨어강 횡단을 새롭게 묘사한 뒷면 디자인과 짝을 이루었다. 2019년 10월, 시민 주화 자문 위원회(CCAC)는 디자인을 검토하기 위해 회의를 열었으며, 최종 선택은 므누신이 했다. 2020년 12월 25일, 조폐국은 벤저민 소워즈가 디자인하고 마이클 가우디오소가 조각한 성공적인 디자인을 발표했다. 이 쿼터는 2021년 4월 5일에 유통되기 시작했으며, 2021년 말까지 주조되었다.

### 2020년 주화 재설계법
2020년 유통 수집 주화 재설계법(Pub.L. 116–330)은 다음 10년을 위한 세 가지 새로운 쿼터 시리즈를 제정했다. 2022년부터 2025년까지 조폐국은 매년 저명한 미국 여성을 특징으로 하는 최대 5개의 주화를 생산할 수 있으며, 워싱턴의 새로운 앞면 디자인을 사용한다. 2026년에는 미국 독립 250주년을 나타내는 최대 5개의 디자인이 있을 것이다. 2027년부터 2030년까지 조폐국은 매년 청소년 스포츠를 특징으로 하는 최대 5개의 주화를 생산할 수 있다. 앞면도 2027년에 재설계될 것이며, 2030년 이후에도 계속해서 워싱턴을 묘사할 것이다.

### 미국 여성 쿼터
미국 여성 쿼터 프로그램은 2022년부터 2025년까지 매년 최대 5개의 새로운 뒷면 디자인을 발행할 예정이며, 미국 역사와 발전에 기여한 다양한 분야의 여성들의 업적과 기여를 특징으로 한다. 앞면 디자인은 1932년 첫 워싱턴 쿼터를 위해 원래 의도되었던 프레이저의 워싱턴 초상화를 특징으로 한다.

## 같이 보기
- 워싱턴 쿼터 주조량